# Krzysztof Wojciechowski (fotograf)

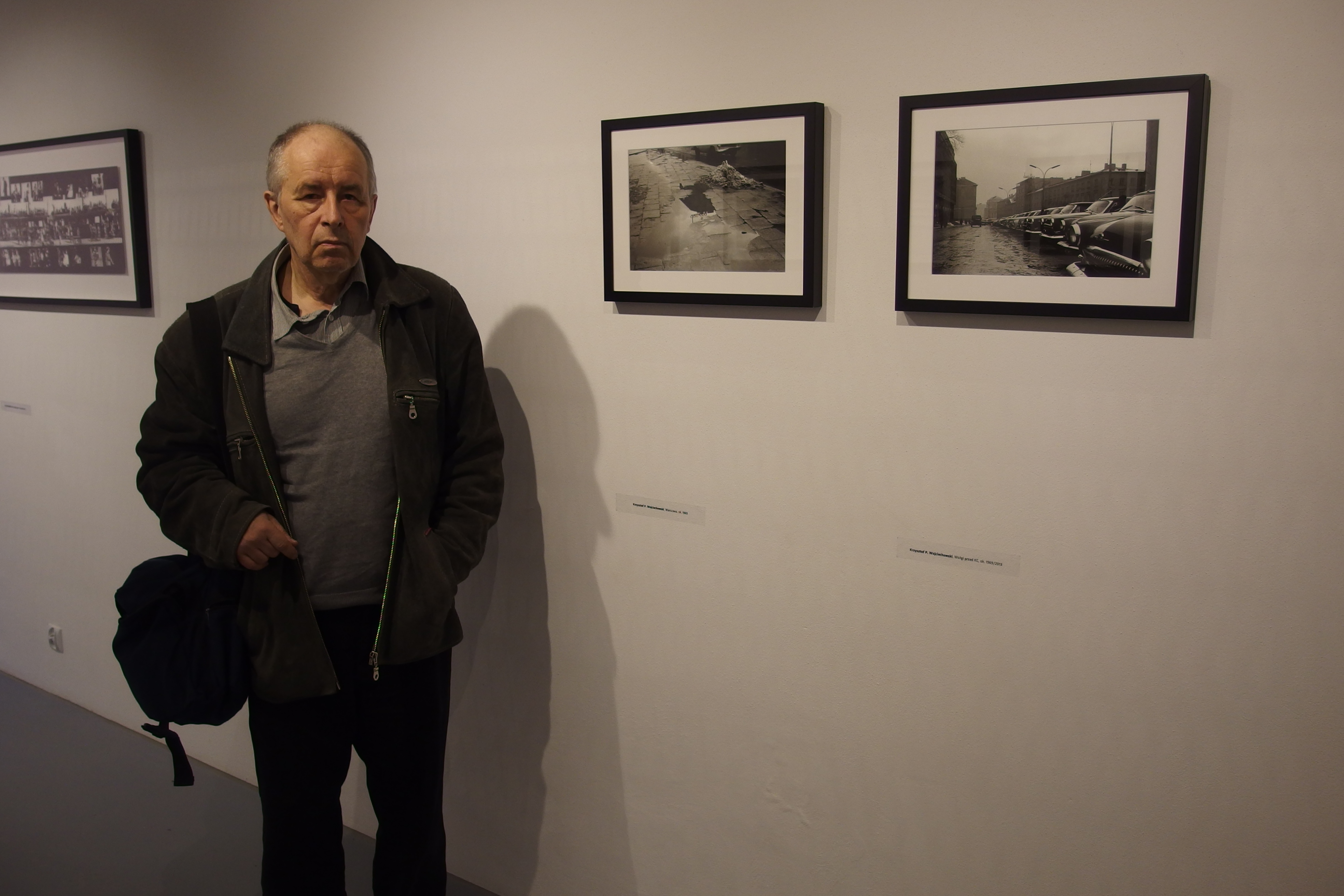
Krzysztof Wojciechowski obok swojej pracy „Czarne wołgi przed KC” (ok.1969) Otwarcie Mazowieckiego Centrum Sztuki Współczesnej „Elektrownia” w Radomiu po przebudowie, 6.11.2014

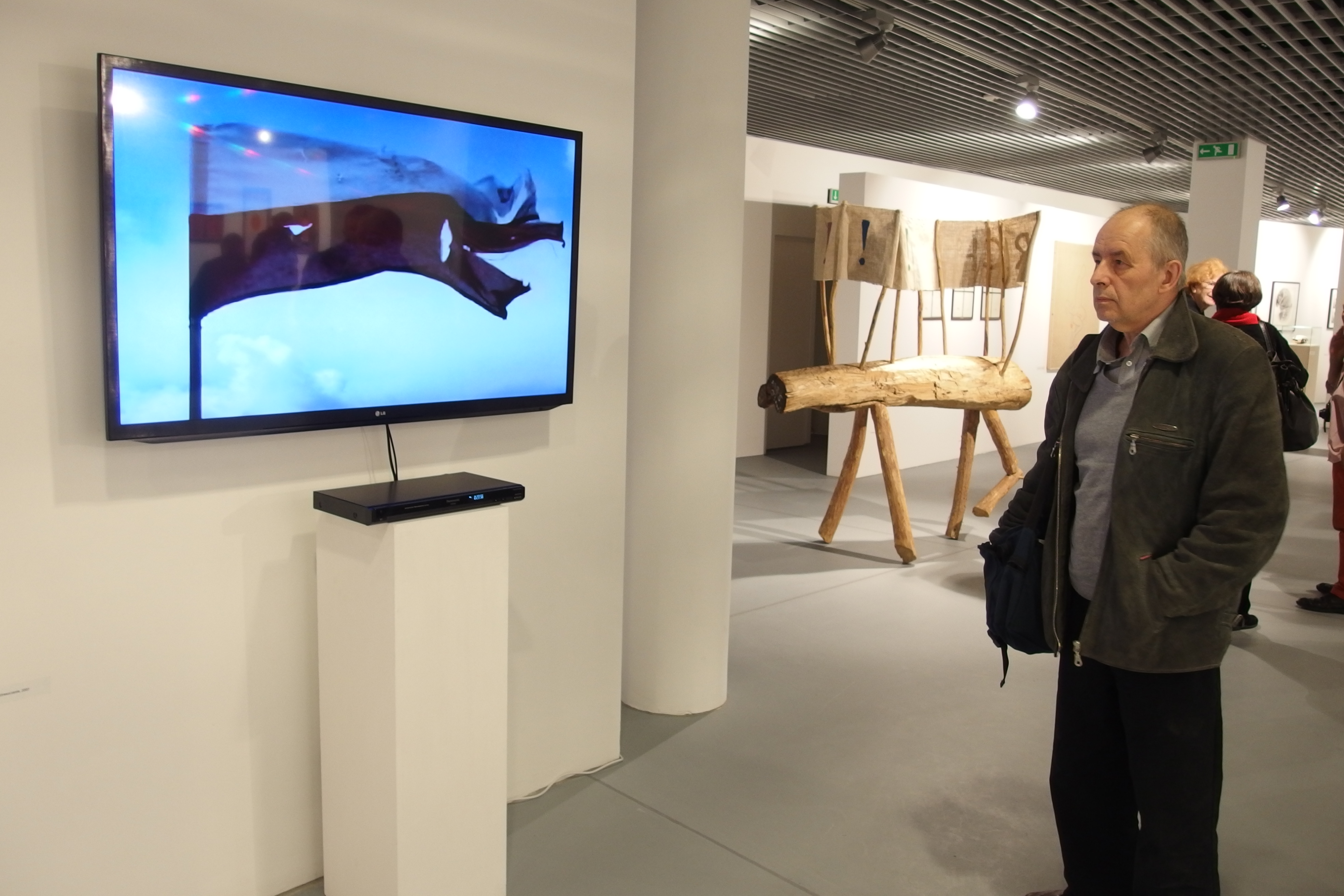
Krzysztof Wojciechowski obok swojej pracy video „Streszczenie” Otwarcie Mazowieckiego Centrum Sztuki Współczesnej „Elektrownia” w Radomiu po przebudowie, 6.11.2014

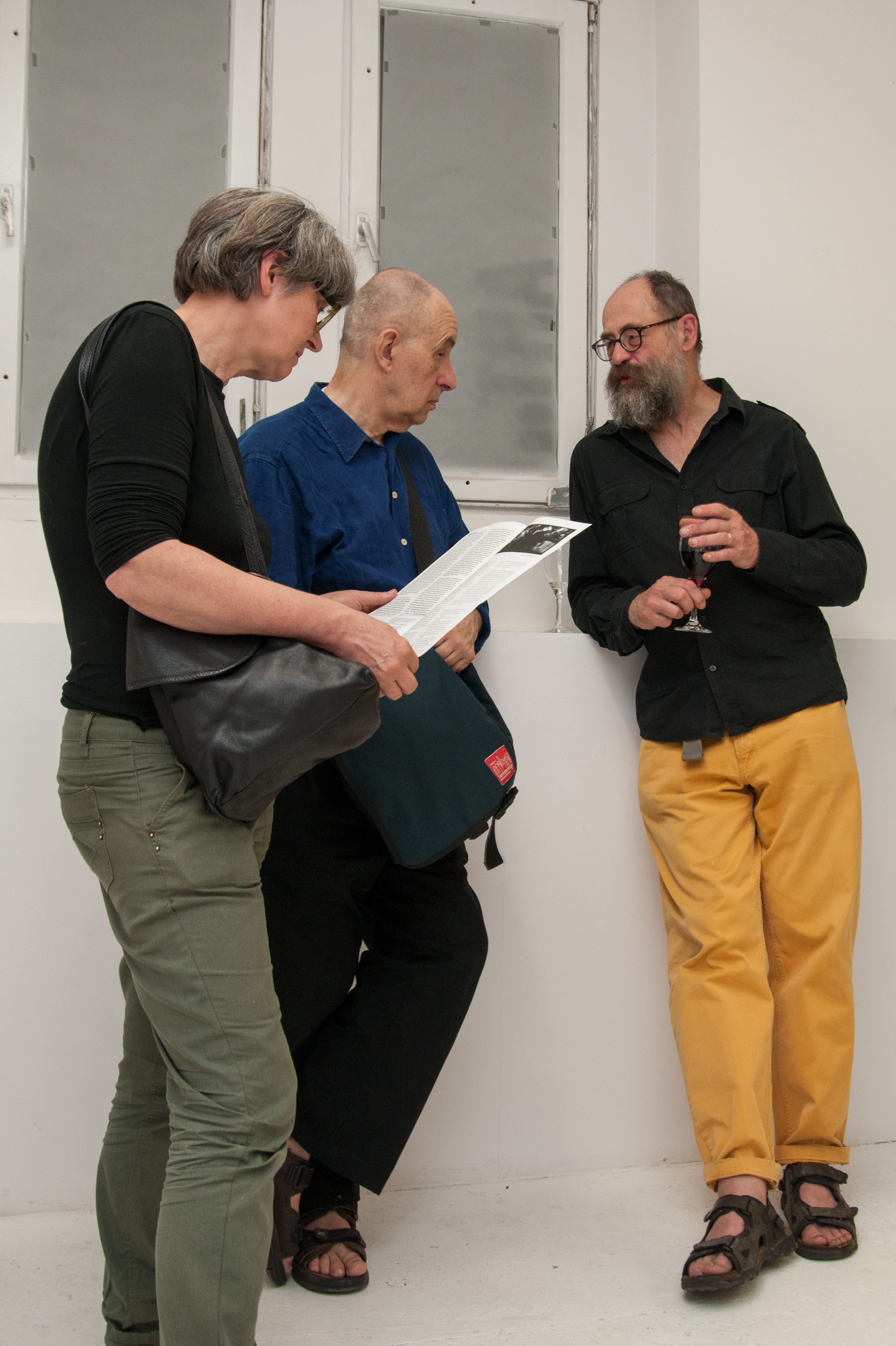
Krzysztof Wojciechowski (w środku) i Tomasz Tuszko (po prawej) na wystawie Andrzeja Jórczaka „Patrząc na Alpfa Ursae”; Warszawa 2014; Galeria Fundacji ARTON

Krzysztof Piotr Wojciechowski (ur. 13 marca 1947 w Warszawie, zm. 28 stycznia 2020 tamże) − polski artysta fotografik, kurator sztuki, autor tekstów, tłumacz, aktywny uczestnik życia artystycznego, członek ZPAF od 1975 roku.
Artysta tworzący w obszarze fotografii, zajmujący się czarno-białą, tzw. czystą fotografią, autor fotoobiektów i fotoinstalacji.

## Życiorys
Studiował fizykę na Uniwersytecie Warszawskim. Pracował jako nauczyciel w XXXIV LO w Warszawie. Fotografował od końca lat 60. Od 1968 roku współpracował z Andrzejem Jórczakiem. Będąc od 1968 członkiem Warszawskiego Towarzystwa Fotograficznego, poznał m.in. Elżbietę Tejchman i Zbigniewa Dłubaka. Pierwsza wystawa z Andrzejem Jórczakiem i Pawłem Łuckim „Nasza wystawa psów rasowych” miała miejsce w WTF w 1969 r. i toruńskiej galerii „Prezentacje” (1970). Od 1970 współpracował z Henrykiem Gajewskim i Andrzejem Jórczakiem w ramach Galerii Remont i działał w środowisku artystycznym skupionym wokół galerii, którego członkowie nawiązywali do konceptualizmu i kontekstualizmu w grupie twórczej „Remont”; współpracował również z białostocką galerią „Znak” prowadzoną przez Janusza Szczuckiego. W drugiej połowie lat 70. i w latach 80. zrealizował dwa duże cykle: Zabawy dziecięce i Przechodzień (dokumentacja graffiti politycznych). Od początku lat 90. pracował w Małej Galerii ZPAF, w której zrealizował szereg wystaw i pokazów.
Autor cyklów fotografii czarno-białej, m.in.: Parabolae, Musica Muta, które charakteryzują minimalistyczny i metaforyczny nurt w jego twórczości. Na cykl Musica Muta składały się serie czarno-białych fotografii z koncertów Jazz Jamboree z lat 60. oraz z makroobrazowych ujęć czarnych płyt winylowych. Cykle: Barwy walki czy Opowieści lewantyńskie sytuują jego twórczość w perspektywie fotografii para-publicystycznej, w której stosował technikę fotomontażu i komputerowych technik przetwarzania obrazu. Cykl pt. Trivia (2010) prezentowany był w Centrum Sztuki Współczesnej Zamek Ujazdowski w Warszawie w 2011 na wystawie When I’m Sixty-Four, poświęconej twórczości Krzysztofa Wojciechowskiego i Zygmunta Rytki.
Miał na swoim koncie współpracę z Miroslavem Csölle – słowackim artystą, absolwentem warszawskiej ASP, autorem takich cykli jak: Witajcie w naszym świecie czy Milewics, a także z Józefem Żukiem Piwkowskim, artystą związanym z Łodzią, autorem projektu PhotoMemory.
W wyborach parlamentarnych w 1993 bez powodzenia ubiegał się o mandat poselski w okręgu warszawskim z listy Unii Polityki Realnej. 
Został pochowany 6 lutego 2020 na Cmentarzu Komunalnym Północnym w Warszawie.

## Ważniejsze wystawy indywidualne
- Imperfectum/Mur, Galeria Remont, Warszawa (1974)
- Pejzaże i notatki, Galeria Znak, Białystok (1974)
- Przechodzień, Mała Galeria PSP-ZPAF, Warszawa; Galeria GN, Gdańsk (1981)
- Zabawy dziecięce, Galeria GN, Gdańsk, BWA Lublin, (1984); ZPAF - Zielona Sala, Warszawa (1987)
- Parabole, Galeria FF, Łódź (1996)
- Przechodzień c.d, Mała Galeria ZPAF-CSW, Warszawa (1989)
- Rozmowy Mała Galeria ZPAF-CSW, Warszawa (1990)
- Barwy walki. Pewna kolekacja krawatów, Mała Galeria ZPAF-CSW, Warszawa (1999)
- Historie lewantyńskie, Mała Galeria ZPAF-CSW, Warszawa (2002)
- Musica Muta, Mała Galeria ZPAF-CSW, Warszawa; WM Gallery, Amsterdam (2005); Galeria 5x5, Lwów (2011)
- No strings to pull, no buttons to push, WM Gallery, Amsterdam (2009)
- Rejs na księżyc Galeria Asymetria, Warszawa (2009)[7]
- Obrazy ujawnione, Galeria Art.-on, Warszawa (2010)
- Czas Ujawniony, CSW – Zamek Ujazdowski, Warszawa (2010)[8]; Szkoła Filmowa w Łodzi, Gary Bowman Gallery, Lwów; Galeria Camera, Kijów (2012)
- Podwójne ujęcia/Double Takes, Galeria 2b+r, Warszawa,(2012)[9]
- Jak hartowała się stal, Galeria 5x5, Lwów (2012)
- Imperfecta & Trivia, PWSFTviT w Łodzi, Łodzi (2012)[10]
- 2, 4, 24, Galeria Efremova, Lwów, (2013)[11]; Centrum Sztuki Współczesnej, Stanisławów (2014)
- As Seen on TV Galeria FF Łódź 2014[12]

## Ważniejsze wystawy grupowe i zbiorowe
- Strynkiewicz, Szczucki, Tuszko, Wojciechowski - Kilka prac dla Andrzeja, Mała Galeria ZPAF-CSW, Warszawa (1985)
- PL – A, Fotogalerie, Wiedeń (1996)
- Obszary prywatności, Szawle, Litwa (1998)
- Relations and Notices, WM Gallery, Amsterdam (2002) (z Januszem Szczuckim.
- Czas Zapamiętany, CSW – Zamek Ujazdowski, Warszawa (2007)
- Marzyciele i świadkowie. Fotografia polska XX wieku, Muzeum Czartoryskich, Kraków (2008)
- Dwa Cmentarze, Galeria Atelier Foksal, Warszawa (2009)
- Ikony Zwycięstwa, Berlin (2009)
- Konceptualizm. Medium fotograficzne, Muzeum Miasta Łodzi, Łódź (2010)[13]
- Konzept Fotografie aus Polen, Berlin Freies Museum, Berlin, Niemcy (2011)[14]
- Polska Fotografia Konceptualna, Miejski Ośrodek Sztuki – Galeria Sztuki Najnowszej i Galeria BWA, Gorzów Wielkopolski (2011)[15]
- When I’m Sixty-Four, CSW – Zamek Ujazdowski, Warszawa (2011)
- Flagi, MCSW Radom (2011)
- Uncertainty, (w ramach Tygodnia Sztuki Aktualnej), Szewska 1, Lwów, (2012)
- Powidoki, (z Andrijem Bojarovem) Galeria Atelier Foksal, Warszawa, (2013)
- Teksty, konteksty, interteksty. Kolekcja w procesie, MCSW Elektrownia Radom (2013)
- Foto-obiekt, Galeria Propaganda, Warszawa (2013)
- Fotoobiekt zidentyfikowany..., CSW Elektrownia, Radom (2013)